# John Prestwich
John Alfred Prestwich (1874-1952) was een Brits uitvinder, constructeur en ondernemer. 
Naast de populaire JAP-inbouwmotoren voor motorfietsen maakte hij ook wetenschappelijke apparatuur, elektrische apparaten en fototoestellen. Prestwich was een pionier in de ontwikkeling van de cinematografie en werkte samen met de electrotechnicus Sebastian Ziani de Ferranti en de filmpionier William Friese-Greene. Hij was de leermeester van motorfietsconstructeur Valentine Page. 
John Prestwich bouwde al op 14-jarige leeftijd een stationaire stoommachine. Twee jaar later kreeg hij enkele patenten voor de verbetering van verbrandingsmotoren op zijn naam en als 20-jarige was hij eigenaar van de J.A. Prestwich Manufacturing Company. 
In 1895 (hij was toen 21) ontstond de eerste kleine werkplaats in Tottenham. Daar maakte men wetenschappelijke apparatuur, elektrische apparaten en fototoestellen. 
In 1901 begon Prestwich een motor voor motorfietsen te ontwikkelen, maar het duurde tot 1903 voor deze in productie kwam. Het was een 293cc-blok met snuffelkleppen. In die tijd bouwde JAP ook zijn eerste eigen motorfiets. Men bleef motorfietsen bouwen tot 1908, maar JAP werd vooral bekend door zijn sterke en betrouwbare inbouwmotoren, die door andere merken gebruikt werden. De zware V-twins die door Brough Superior werden gebruikt werden door leerling Val Page ontwikkeld. 
In 1919 kreeg John Prestwich de Edward Longstreth Medal van het Franklin Institute.